# Kittiphop Sereevichayasawat
Kittiphop Sereevichayasawat (กิตติภพ เสรีวิชยสวัสดิ์; nascido em 16 de novembro de 2001), apelidado de Satang (สตางค์) é um ator e cantor tailandês. Ele é conhecido por seus papéis em Fish upon the Sky (2021), My School President (2022), Wednesday Club (2023) e We Are (2024).

## Infância e educação
Kittiphop se formou na Suankularb Wittayalai School e cursou o bacharelado na Faculdade de Inovação em Comunicação Social da Universidade Srinakharinwirot.

## Carreira
Kittiphop entrou na indústria do entretenimento participando do concurso School Star 2019 da GMMTV. Embora não tenha vencido, ele assinou um contrato exclusivo com a GMMTV em 2020. Ele fez sua estreia como ator naquele mesmo ano com um papel convidado no drama Bad Genius.
Em 2021, Kittiphop apareceu como ator coadjuvante na série BL Fish upon the Sky, interpretando o personagem Jeans. Depois disso, ele continuou a assumir papéis coadjuvantes em várias séries BL, incluindo Bad Buddy e My School President. Em My School President, ele desempenhou o papel de Sound e fez dupla com Thanawin Pholcharoenrat (Winny). Eles se tornaram um casal shippado na tela conhecido como Winny-Satang", um dos chamados "casais estabelecidos" da GMMTV, ou atores que frequentemente aparecem juntos em séries românticas e, adicionalmente, participam de shows, fanmeetings, eventos promocionais e entrevistas juntos.
Em 2023, a GMMTV organizou uma turnê de fanmeeting intitulada My Boyfriend is the Chairman across Ásia. Kittiphop Sereevichayasawat (Satang) e Thanawin Pholcharoenrat (Winny) realizaram seu primeiro fanmeeting no Vietnã, Singapura, Filipinas, Taiwan, Camboja, com um número significativo de fãs e atenção da mídia.
Mais tarde naquele ano, em 17 de outubro, durante o evento GMMTV 2024 Up & Above Parte 1, a GMMTV anunciou que Kittiphop estrelaria como Toey, o personagem principal da série We Are. Este projeto marca outra colaboração entre Satang e Winny.

## Filmografia

### Televisão
| Ano  | Título                        | Personagem                               | Notas            | Canal  |
| ---- | ----------------------------- | ---------------------------------------- | ---------------- | ------ |
| 2020 | Bad Genius                    | Aluno de Lin (Ep. 6)                     | Papel convidado  | GMM 25 |
| 2020 | The Gifted: Graduation        | Bom                                      | Papel convidado  | GMM 25 |
| 2021 | Fish upon the Sky             | James                                    | Papel recorrente | GMM 25 |
| 2021 | Bad Buddy                     | Colega de banda do colégio de Pran e Pat | Papel convidado  | GMM 25 |
| 2022 | Star and Sky: Star in My Mind | Sean                                     | Papel recorrente | GMM 25 |
| 2022 | My School President           | "Sound" Saran                            | Papel recorrente | GMM 25 |
| 2023 | Double Savage                 | Pea                                      | Papel recorrente | GMM 25 |
| 2023 | Our Skyy 2                    | Sean/Sound                               | Papel recorrente | GMM 25 |
| 2023 | Wednesday Club                | Pheem                                    | Papel principal  | GMM 25 |
| 2024 | We Are                        | Toey                                     | Papel principal  | GMM 25 |
| 2024 | My Love Mix-Up!               | Membro do Chinzhilla (Ep. 11)            | Papel convidado  | GMM 25 |
| 2025 | FriendEd 101                  | Colega de quarto (Ep. 3)                 | Papel convidado  | GMM 25 |
| TBA  | That Summer                   | Wave/Darwin                              | Papel principal  | GMM 25 |
| TBA  | Cat for Cash                  |                                          |                  | GMM 25 |